# Нікульцево
Ніку́льцево (рос. Никульцево) — присілок у складі Грязовецького району Вологодської області, Росія. Входить до складу Перцевського сільського поселення.

## Населення
Населення — 3 особи (2010; 4 у 2002).
Національний склад (станом на 2002 рік):
- росіяни — 75 %